# エウティキアヌス (ローマ教皇)
エウティキアヌス（Eutychianus, ? - 283年12月7日?）は、ローマ教皇（在位：275年1月4日 - 283年12月7日）。碑銘がカリストゥス1世のカタコンベから見つかっているが、この教皇についてはそれ以上何も分かっていない。在位期間も不確かである。『教皇の書』では8年と11か月の在位だが、エウセビオスはたった10か月としている。
エウティキアヌスは祭壇にぶどうと豆を捧げることを許可し、324人の殉教者を自分の手で埋葬したとされる。こうした伝説を疑う歴史家もいる。皇帝アウレリアヌスの死後は迫害は止んだはずであり、農作物を捧げるのはもっと後の時代のことだからである。
エウティキアヌスの記念日は12月8日である。